# Ingeegoodbee River
Ingeegoodbee River är ett vattendrag i Australien. Det ligger i delstaten Victoria, omkring 310 kilometer öster om delstatshuvudstaden Melbourne.
I omgivningarna runt Ingeegoodbee River växer huvudsakligen savannskog. Trakten runt Ingeegoodbee River är nära nog obefolkad, med mindre än två invånare per kvadratkilometer. Genomsnittlig årsnederbörd är 1 182 millimeter. Den regnigaste månaden är mars, med i genomsnitt 151 mm nederbörd, och den torraste är juli, med 66 mm nederbörd.